# Рунгстед
Рунгстед — район муниципалитета Хёрсхольм, (коммуна Хёрсхольм, область Ховедстаден), находится возле пролива Эресунн, севернее Копенгагена.

## Транспорт

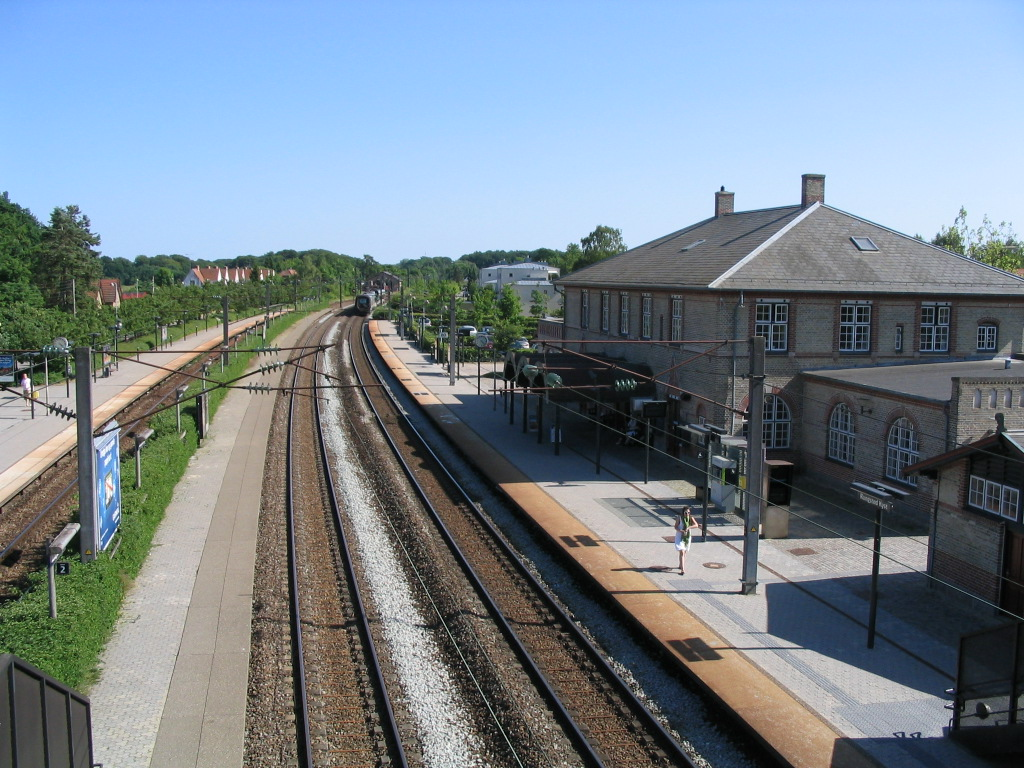
Железнодорожная станция Рунгстед Кюст

Возле Рунгстеда находится железнодорожная станция Рунгстед Кюст (Rungsted Kyst Station — Береговая станция Рунгстед).
Здание станции проектировал датский архитектор Генрих Венк

## Достопримечательности

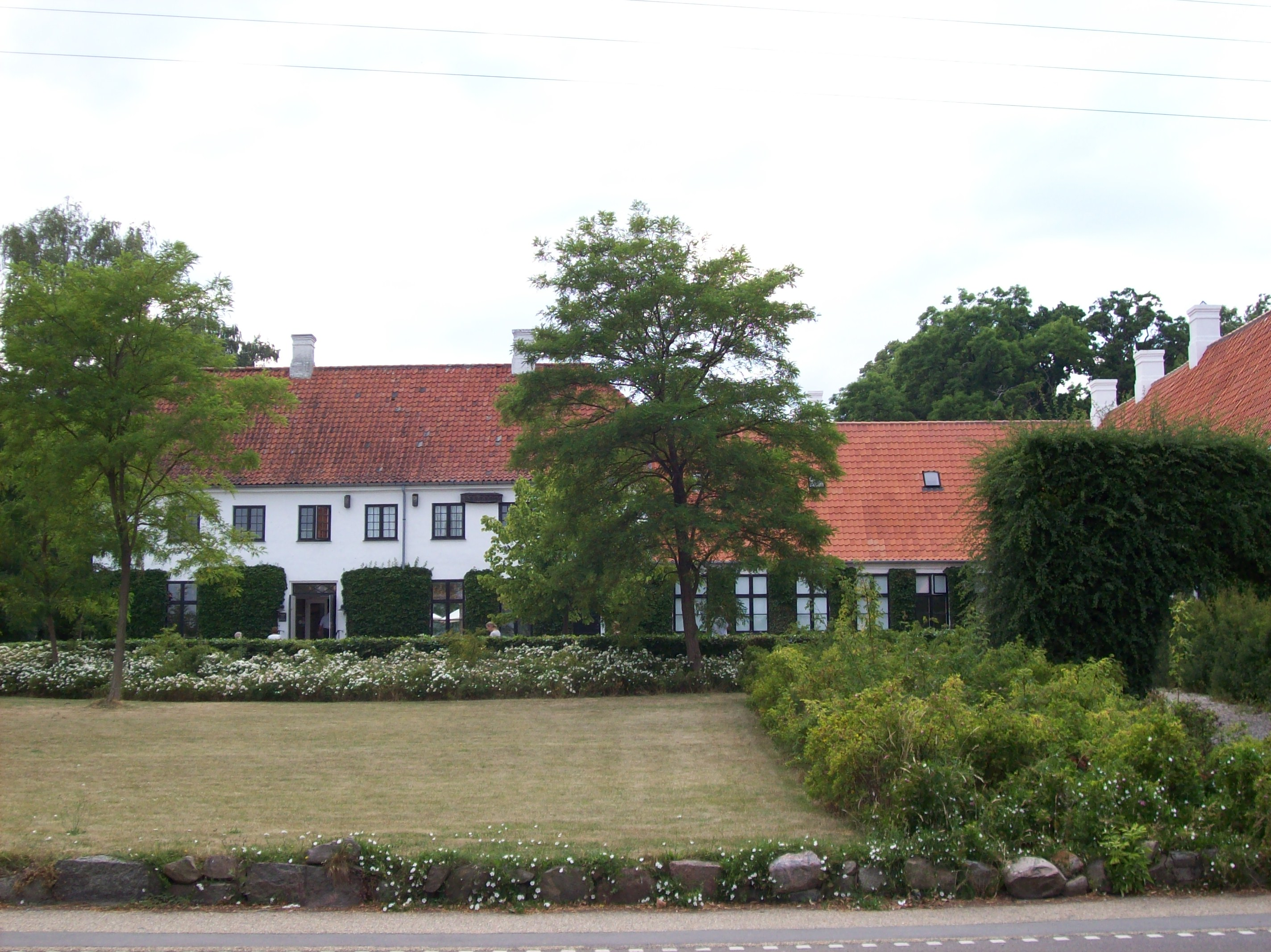
Загородный дом в поместье Рунгстедлунд.
Музей писательницы Карен Бликсен

Дом-музей датской писательницы Карен Бликсен, написавшая под псевдонимом Исак Динесен книгу «Из Африки».

## Известные люди
- Карен Бликсен — датская писательница
- Кристоффер Боэ — датский кинорежиссёр

## Рунгстед в произведених искусства
В 1775 году датский писатель Йоханнес Эвальд, в период своего проживания в Рунгстеде, в поместье Рунгстедлунг, написал оду «Блаженство Рунгстеда»

## Спорт
В Рунгстеде базируется команда датской хоккейной лиги Рунгстед Сайер Кэпитал.
Свои домашние матчи команда проводит на ледовой арене Биткоин Арена